# Isl1
Isl1（islet 1）はLIMホメオドメインを持つ転写因子で、インスリン遺伝子の発現調節領域（プロモーター領域）に作用する因子として発見された。現在ではIsl1は膵臓の他、心臓や神経系の発生において重要な役割を担っている。

## 配列

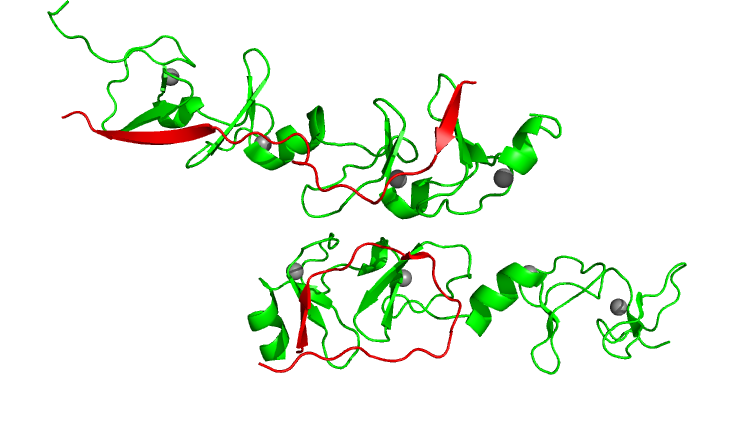
赤色がIsl1のLhx3結合ドメイン（LBD）で、緑色がLhx3のLIMドメインである。灰色は亜鉛イオン。

Isl1は大きく言ってLIMドメインとホメオドメイン、Lhx3結合ドメイン（Lhx3-binding domain:LBD）、Isl特異的ドメイン（Isl-specific domain:ISD）の4つからなる。LIMドメインは、LIM1とLIM2と呼ばれる2つの領域からなり、LID（LIM interaction domain）を持つタンパク質（LIM domain binding protein: Ldb）などのコファクターと結合できる部位である。一方、ホメオドメインはヘリックス・ターン・ヘリックスを持ちDNAと結合できる部位である。運動神経でIsl1が発現する場合は、Isl1がLhx3やLdb1と直接接触するとされるが、このときにはIsl1はLhx3結合ドメイン（LBD）を介して、Lhx3と結合する。

## 膵臓での働き
Isl1はインスリンだけでなく、グルカゴンやソマトスタチンといった膵臓のホルモン全般の調節に関わっている。

## 心臓での働き
Isl1のノックアウトマウスは、右心室と流出路の形成不全やルーピングの異常といった心臓の発生異常が認められる。特にIsl1は臓側中胚葉の二次心臓形成領域（second heart field: SHF）に発現しており心臓前駆細胞の増殖・維持などに必要であると考えられる。この他、Isl1は平滑筋や心筋の誘導に関わっているMyocdの発現を直接増やすことで心臓前駆細胞の分化にも関わっていると考えられている。また、Isl1は洞房結節と房室結節の形成に関与することが示唆されている。